# あづき美由
あづき 美由（あづき みゆ、1982年12月12日 - ）は、日本のAV女優。

## 略歴
埼玉県出身。2001年、『一人にしないで』でAVデビュー。

## 出演作品
- 一人にしないで（2001年6月30日、KUKI / TANK）
- 感じる小ツブ（2001年7月28日、KUKI / TANK）
- 原点（2001年8月30日、KUKI / TANK）
- 同級生 あづき美由（2001年9月26日、ビッグモーカル）
- ［messeage for you］ドキュメント!! あづき美由（2001年10月12日、メディアバンク）
- FIRST IMPRESSION（2002年11月1日、MOODYZ）
- プチ・キャロットへようこそ（2001年11月9日、ビッグモーカル）
- ノーカット!! あづき美由（2002年1月25日、KUKI）
- LOVE GIRL（2002年12月1日、MOODYZ）
- コスプレ あづき美由（2002年12月6日、TMA）
- 極 本番 あづき美由（2002年12月18日、GLAY'z）
- あづきのエキスで作りました。（2003年1月1日、MOODYZ）
- VIP GOLD DISC（2月21日、メディアバンク）
- コスプレアイドル 4時間（2003年3月20日、TMA）
- フェラチオBEST（2003年6月1日、MOODYZ）オムニバス作品
- 超高級ソープ指名NO.1/あづき美由（2003年6月6日、GLAY'z）
- GLAY’z ALBUM 4時間（2003年7月18日、GLAY'z）オムニバス作品
- 2003年1月～6月作品集（2003年10月1日、MOODYZ）オムニバス作品
- 顔射コレクション（2003年10月15日、MOODYZ）オムニバス作品
- まんぐり返しBEST（2003年12月15日、MOODYZ）オムニバス作品
- 極 本番 SPECIAL VOL.2 4時間（2003年12月19日、GLAY'z）
- TMA超絶Queen極6時間（2004年7月16日、TMA）オムニバス作品
- TMAコスプレドラマCOLLECTION 2枚組8時間（2008年1月25日、TMA）オムニバス作品